# Базавлучок
Базавлучо́к (укр. Базавлучок) — село,
Нововасилевский сельский совет,
Софиевский район,
Днепропетровская область,
Украина.
Код КОАТУУ — 1225285202. Население по переписи 2001 года составляло 194 человека .

## Географическое положение
Село Базавлучок находится на берегу реки Базавлучок,
выше по течению на расстоянии в 1 км расположено село Терноватка,
ниже по течению на расстоянии в 1,5 км расположено село Садовое.
Река в этом месте пересыхает, на ней сделано несколько запруд.